# Ramlila

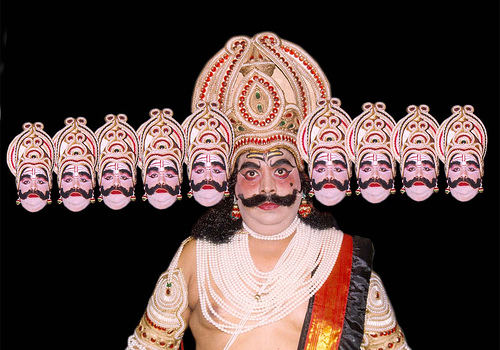
Ramlila-artiest in de rol van Ravana

Ramlila (Rama's lila of spel; lila sanskriet: लीलाis, verleden, sport of spel) is een voorstelling uit India. Het beschrijft het leven van Rama, eindigend in de strijd met Ravana zoals beschreven in de Ramayana. Ramlila beschrijft de strijd tussen goed en kwaad. Volgens geleerden stamt het spel uit de periode tussen 1200 en 1500.
Volgens een rapport van UNESCO uit 2008 komen de meest representatieve Ramlila-voorstellingen uit Ayodhya, Ramnagar, Varanasi, Vrindavan, Almora, Satna en Madhubani.
In 2005 werd Ramlila geplaatst op de Lijst van meesterwerken van het orale en immateriële erfgoed van de mensheid.